# Дмитриев, Григорий Яковлевич
Григорий Яковлевич Дмитриев (1921—1995) — майор Советской Армии, участник Великой Отечественной войны, Герой Советского Союза (1943).

## Биография
Григорий Дмитриев родился 21 января 1921 года в селе Богословка (на территории современного Зырянского района Томской области) в крестьянской семье. Окончил шесть классов школы, в 1939 году — курсы бухгалтеров, после чего работал бухгалтером в Пышкино-Троицком райпотребсоюзе. В мае 1942 года Дмитриев был призван на службу в Рабоче-крестьянскую Красную Армию. С июля того же года — на фронтах Великой Отечественной войны. Принимал участие в боях на Брянском, Центральном, Белорусском фронтах. Был ранен. Участвовал в боях под Мценском, Курской битве, форсировании Десны, Сожа и Днепра, Речицкой операции. К октябрю 1943 года младший сержант Григорий Дмитриев командовал отделением 696-го отдельного сапёрного батальона 60-й стрелковой дивизии 65-й армии Центрального фронта. Отличился во время битвы за Днепр.
В ночь с 16 на 17 октября 1943 года Дмитриев принял активное участие в переправе через Днепр в районе деревни Бывалки двух стрелковых батальонов. Его действия во многом способствовали успешному захвату плацдарма на западном берегу Днепра.
Указом Президиума Верховного Совета СССР от 30 октября 1943 года за «образцовое выполнение боевых заданий командования на фронте борьбы с немецкими захватчиками и проявленные при этом мужество и героизм» младший сержант Григорий Дмитриев был удостоен высокого звания Героя Советского Союза с вручением ордена Ленина и медали «Золотая Звезда» за номером 2796.
После окончания войны Дмитриев продолжил службу в Советской Армии. Окончил Ленинградское военно-инженерное училище. Служил на различных командных должностях в Дальневосточном, Западно-Сибирском и Одесском военных округах, Группе советских войск в Германии. В декабре 1968 года в звании майора Дмитриев был уволен в запас. Проживал в Симферополе, работал в Крымском облисполкоме. Скончался 8 февраля 1995 года.
Был также награждён орденами Отечественной войны 1-й степени, Красной Звезды, рядом медалей.